# Aspectos sociológicos del secreto

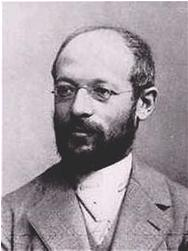
Georg Simmel

Los aspectos sociológicos del secreto fueron estudiados por primera vez por Georg Simmel a principios del siglo XX. Simmel describe el secreto como la habilidad o el hábito de guardar silencio sobre algún conocimiento sensible. Define el secreto como la forma sociológica última para la regulación del flujo y distribución de información. Simmel lo expresó mejor al decir "si la interacción humana está condicionada por la capacidad de hablar, está moldeada por la capacidad de guardar silencio". También puede controlar la esencia misma de las relaciones sociales mediante la manipulación de la relación entre " conocimiento " e " ignorancia ".

## El "concepto" del secreto
Simmel centra su análisis en la sociedad secreta como una unidad interaccional caracterizada en su conjunto por el hecho de que las relaciones recíprocas entre sus miembros se rigen por la función protectora del secreto. Esta característica central se establece sobre una doble contingencia:
1. Los miembros de la unidad interactiva se preocupan por la protección de ideas, objetos, actividades y / o sentimientos a los que atribuyen un valor positivo (es decir, que los recompensan).
2. Los miembros buscan esta protección controlando la distribución de información sobre los elementos valorados (es decir, creando y manteniendo condiciones relevantes de ignorancia en el ambiente externo) dependiendo de la extensión del secreto, la organización toma una de dos formas; aquellos en los que el secreto incorpora información sobre todos los aspectos de la unidad interaccional, incluida su propia existencia; y aquellos en los que solo algunos aspectos, como la membresía, los reglamentos o las metas, permanecen en secreto.

## Proposiciones de Simmel
A Georg Simmel señaló algunos hilos unificadores que resumió y llamó "Proposiciones". Estas proposiciones trabajan juntas y se aplican principalmente a las condiciones genéricas y de desarrollo de la sociedad secreta. Éstas son algunas de ellas.
Proposición 1
Cuanto más valor de una idea, objeto, actividad o sentimiento se base en la distribución restringida de información sobre esa idea, objeto, actividad o sentimiento, más probable es que las personas que así definen el valor se organicen como una sociedad secreta.
Proposición 2
Cuantas más ideas, objetos, actividades o sentimientos valiosos de los miembros de una unidad social se perciban como desproporcionadamente amenazados por los de los no miembros, más probable es que los miembros se organicen como una sociedad secreta.
Proposición 3
Cuanto mayor es la tendencia hacia la opresión política y la reglamentación totalitaria en la sociedad en general, mayor es la tendencia hacia el desarrollo de sociedades secretas dentro de la sociedad en general.
Proposición 4
Cuanto mayor sea el valor de las ideas, objetos, actividades o sentimientos que constituyen el objeto del secreto, mayor será la tendencia de la sociedad secreta hacia la inclusión total de las actividades, sentimientos, ideas y objetos de sus miembros, y mayor será el aislamiento de los miembros de otras unidades sociales interactivas.
Proposición 5
Cuanto mayor sea la tendencia hacia la inclusión total, más características adoptará la organización de la sociedad en general.
Proposición 6
Cuanto mayor es la tendencia hacia la inclusión total, más probable es que los miembros posean autoconcepciones aristocráticas.
Proposición 7
Cuanto más extenso es el secreto de la sociedad secreta, mayor es la tendencia hacia la centralización de la autoridad.

## Rehabilitación del secreto
Algunos sociólogos han intentado rehabilitar el secreto: cuestionar el disgusto moral que ha acumulado la era actual de transparencia para reflexionar sobre sus posibilidades más creativas, productivas o políticamente resistentes.

## La idea de la censura
El secreto y la censura pueden involucrar normas sobre el control de la información. Esta idea se integró diciendo que la censura de la comunicación en el sentido moderno está asociada con sociedades urbanas grandes y complejas con un grado de control centralizado y medios técnicos para llegar efectivamente a una audiencia masiva. Implica una determinación de lo que puede y no puede (o en el caso de esfuerzos no gubernamentales debe y no debe) expresarse a la luz de estándares políticos, religiosos, culturales y artísticos dados como correctos. 
La aparición de nuevas tecnologías de comunicación (por ejemplo Internet) crea invariablemente demandas de grupos en conflicto de mayor apertura y libertad de comunicación y demandas de mayor control. Las autoridades intentan (a menudo en vano) controlar las nuevas técnicas de comunicación de masas. Hay tres medios principales de censura directa (revisión previa a la publicación, concesión de licencias y registro o monopolización gubernamental) que son de naturaleza preventiva. 
Entre las democracias existe una variación considerable en la censura por contenido, medios de comunicación, lugar, período de tiempo y entre sociedades. Hay grados de censura y los intereses individuales se equilibran con los de la comunidad, por difícil que sea definirlos. Más común que la prohibición absoluta, es la segmentación de material que implica restricciones de tiempo, lugar y personas. Los medios de censura directa del gobierno deben considerarse por separado de la disponibilidad de recursos para crear y distribuir información, las actividades de los grupos privados y de la censura informal, incluida la exclusión de las fuentes de información y la autocensura. En una sociedad democrática, el secreto y la apertura existen en una tensión dinámica continua.